# Клодниця-Дольна
Клодниця-Дольна (пол. Kłodnica Dolna) — село в Польщі, у гміні Божехув Люблінського повіту Люблінського воєводства.
Населення — 397 осіб (2011).
У 1975-1998 роках село належало до Люблінського воєводства.

## Демографія
Демографічна структура станом на 31 березня 2011 року:
|          | Загалом | Допрацездатний вік | Працездатний вік | Постпрацездатний вік |
| -------- | ------- | ------------------ | ---------------- | -------------------- |
| Чоловіки | 197     | 47                 | 129              | 21                   |
| Жінки    | 200     | 40                 | 106              | 54                   |
| Разом    | 397     | 87                 | 235              | 75                   |